# Jaz Sinclair
Jaz Sinclair Sabino (Dallas, 22 luglio 1994) è un'attrice statunitense. 
È principalmente nota per il suo ruolo di Rosalind Walker nella serie televisiva di Netflix Le terrificanti avventure di Sabrina e per quello di Chloe nel film Slender Man.

## Filmografia

### Cinema
- Città di carta (Paper Towns), regia di Jake Schreier (2015)
- Quando l'amore si spezza (When the Bough Breaks), regia di Jon Cassar (2016)
- Fun Mom Dinner, regia di Alethea Jones (2017)
- Slender Man, regia di Sylvani White (2018)

### Televisione
- Revolution - serie TV, 1 episodio (2014)
- Rizzoli & Isles - serie TV, 3 episodi (2014-2015)
- Easy - serie TV, 3 episodi (2016-2019)
- The Vampire Diaries - serie TV, 2 episodi (2017)
- Le terrificanti avventure di Sabrina (Chilling Adventures of Sabrina) - serie TV, 41 episódi  (2018-2020)
- Gen V - serie TV, 8 episodi (2023-in corso)

## Doppiatrici italiane
Nelle versioni in italiano dei suoi lavori, Jaz Sinclair è stata doppiata da:
- Giulia Catania in Città di Carta
- Mattea Serpelloni in Easy
- Giorgia Locuratolo in Le terrificanti avventure di Sabrina
- Giulia Franceschetti in Slander Man
- Lucrezia Marricchi in Gen V